# Erblingen
Erblingen ist ein Ortsteil von Morsbach im Oberbergischen Kreis im südlichen Nordrhein-Westfalen innerhalb des Regierungsbezirks Köln.

## Lage und Beschreibung
In ländlicher, waldreicher Umgebung liegt Erblingen am südlichsten Zipfel des Oberbergischen Kreises. Die Städte Gummersbach (38 km), Siegen (50 km) sowie Köln (75 km) sind rasch zu erreichen.
Benachbarte Erblinger Ortsteile sind Schnörringen im Norden, Oberholpe im Osten, Vierbuchen im Süden und Diepenthal im Westen.

## Geschichte

### Erstnennung
1467 wurde der Ort das erste Mal urkundlich erwähnt, und zwar „Symon und Arnt von Erblingen gehören zu den Zeugen bei einem bergischen Grenzumgang um das Eigentum in Morsbach.“ 
Die Schreibweise der Erstnennung war Erblingen.

## Freizeit

### Vereinswesen
- Dorfgemeinschaft Erblingen